# شیرجوپشت پایین
شیرجوپشت پایین، روستایی از توابع بخش رودبنه شهرستان لاهیجان در استان گیلان ایران است.
می توان به جاذبه گردشگری این روستا به تالاب نیلوفر آبی شیرجوپشت پایین اشاره کرد

## جمعیت
این روستا در دهستان شیرجوپشت قرار دارد و براساس سرشماری مرکز آمار ایران در سال ۱۳۸۵، جمعیت آن ۳۴۳ نفر (۹۰خانوار) بوده‌است.